# Copernicus (Film)
Copernicus (Kopernik) ist die deutsch-polnische Co-Produktion einer Filmbiografie des DEFA-Studios für Spielfilme und Przedsiebiorstwo Realizacji Filmów (PRF) ''Zespoly Filmowe'', Gruppe ''Iluzjon'' von Czesław Petelski und Ewa Petelska aus dem Jahr 1973.

## Handlung
In einer Nürnberger Druckerei betrachtet 1543 Georg Joachim Rhetyk das soeben gedruckte Werk des Gelehrten Mikolaj Kopernik De revolutionibus orbium coelestium, welches zur Veröffentlichung vorbereitet wird. Dabei findet er Passagen, die nicht mit dem Manuskript übereinstimmen. Während einer Unterredung mit dem Schriftleiter Andreas Osiander und dem Druckereibesitzer Meister Johannes Petreius bezeichnet er das Werk mit den nicht abgesprochenen Änderungen als Fälschung. Mit dieser Szene beginnt der Rückblick auf das Leben des Mikolaj Kopernik.
Kopernik hat Besuch von seiner Cousine Anna Schilling, der Tochter des Goldschmieds und Münzprägers Mats Schilling. In dem Gespräch mit ihr erwähnt er, dass er gern nach Frauenburg, seinem Zuhause, zurückkehren möchte. Die junge Anna, die ihn liebt, bietet sich an, ihn als Haushälterin zu begleiten und schwindelt, dass ihr Vater bereits sein Einverständnis dafür gegeben hat. Da dieser seiner Tochter ihren Wunsch nicht abschlagen kann, den viel Älteren zu begleiten, fährt sie mit Kopernik nach Frauenburg, führt ihm dort den Haushalt und unterstützt ihn bei seinen wissenschaftlichen Arbeiten. Anlässlich des sechsjährigen Jubiläums ihres Kennenlernens, gesteht Anna ihm ihre Liebe und die beiden werden ein Paar. Als sich Mikolaj und Tiedemann Giese wieder einmal über geistliche und wissenschaftliche Ansichten austauschen, erklärt Kopernik seinem Verwandten und Freund, dass er sehr glücklich ist, womit er seine Beziehung zu Anna meint.
Ein harter Schnitt führt den Zuschauer in die Jugendzeit, die Nikolaus mit seinem Bruder Andrzej Kopernik bei seinem Onkel Lukasz Watzenrode, dem Bischof des Ermlandes verbrachte. Dieser schickt beide 1491 zum Studium nach Krakau. Nach dem Tod des Königs Kasimir IV. Andreas 1492, an dessen Beisetzung sie teilnehmen, fahren sie während der Ferien zu ihrem Onkel, der ihnen klarmacht, dass er mehr über sie weiß, als sie denken. So bekommen sie zu hören, dass Andrzej gern an Glücksspielen, Saufgelagen und Prügeleien teilnimmt, während Mikolaj es nicht mag, wenn er auf seine geistlichen Einstellungen angesprochen wird. Eine anschließende Kontrolle des Gepäcks ergibt bei Andrzej den Besitz mehrerer Zeichnungen unbekleideter Frauen sowie viele Liebesbriefe, während bei Mikolaj mehrere wissenschaftliche Bücher, die Gestirne betreffend, gefunden werden. Lukasz Watzenrode gibt Mikolaj zu verstehen, dass er denken kann, was er will, Hauptsache er beherrscht das kanonische Recht. Es geht dem Onkel um seine Nachfolge als Bischof, wofür er einen seiner Neffen auswählen will und er hofft die Wahl beeinflussen zu können. Zurück in Krakau berechnet Mikolaj 1497 eine Sonnenfinsternis viel genauer als seine Lehrer und andere Gelehrte, was ihn mit Stolz erfüllt. Doch sein Bruder warnt ihn davor, das publik zu machen, denn das gemeine Volk in der Stadt geht grausam gegen Ungläubige und Ketzer vor, was er an einem soeben gelynchten Bürger und seinem zerstörten Haus beweist. Ein Lehrer von Mikolaj erklärt ihm, dass nicht die Menschen den Mann umgebracht haben, sondern ihre Unwissenheit. Hier hört er zum ersten Mal den Satz, der sein weiteres Leben stark beeinflussen wird: Die Sache der Menschheit ist es, nach der Wahrheit zu suchen.
Wieder geht es zurück zu dem bereits gealterten Mikolaj Kopernik im Jahr 1539. Der Bischof von Warmia Jan Dantyszek, einer der Nachfolger Lukasz Watzenrodes, empfängt einen seiner geistlichen Zuträger, der ihm berichtet, dass der Doktor Kopernik seine Konkubine nicht weggeschickt und außerdem noch seine Nichte Krystina zu sich geholt hat, die mit Lutherischen Gedanken durchsetzt ist. Es gibt auch noch weitere Vorwürfe gegen Kopernik, die der Zuträger, ein katholischer Geistlicher, ebenfalls im Auftrag des Bischofs klären soll. So bestellt er Anna Schilling zu sich und verlangt von ihr, auf die Bibel zu schwören, dass sie die christlichen Tugenden nicht verletzt hat, was sie jedoch ablehnt. Anna trennt sich in tiefer Trauer von Mikolaj, da sie von ihm keine Unterstützung zu erwarten hat.
Ein weiterer Rückblick führt in das Jahr 1503. An der Universität Ferrara bekommt Mikolaj Kopernik den Doktortitel des Kirchenrechts (Doctor iuris canonici) verliehen. Während eines anschließenden, von Kardinal Hipolit d’Este, organisierten Festes mit hohen Würdenträgern behauptet Kopernik, dass die Erde eine Kugel ist, was durch spanische Segler bewiesen wurde, die Indien von Westen sowie auch von Osten erreichten. Als der Kardinal von diesen ketzerischen Äußerungen hört, bittet er Kopernik diese Ansichten zu begründen, was dieser mit einem Vortrag versucht, der mit der Feststellung endet, dass die Entfernung zwischen Mond und Erde immer die gleiche ist. Daraufhin lässt der Kardinal Kopernik auf seinem Thron platznehmen und fragt ihn, ob man von dieser Stelle aus die Beweglichkeit der Erde sehen kann, um ihn anschließend durch seine Folterkeller zu führen, womit er zeigen will, wohin solche Äußerungen führen können.
1510 wird, der inzwischen zum Administrator ernannte, Mikolaj Kopernik zum ersten Mal Kanzler des Ermländer Domkapitels. Kurz zuvor trifft er mit seinem Bruder Andrzej wieder bei seinem Onkel Lukasz Watzenrode ein, der sein Vorhaben, Andrzej als seinen Nachfolger vorzuschlagen, fallenlassen muss, da dieser an Aussatz erkrankt ist. Während Andrzej, der besseren Behandlungsmöglichkeiten wegen, wieder nach Italien reist, verstärken sich im Ermland die Auseinandersetzungen zwischen dem Deutschen Orden und dem Preußischen Bund. In diesen Zeitrahmen fällt 1512 das Ableben des Bischofs Lukasz Watzenrode in Thorn, der sich zu Lebzeiten nicht traute, den polnischen König um Unterstützung in den Streitigkeiten zu bitten. Nikolaus Aufgabe als Administrator ist es nun, die Verteidigung des Ermlandes zu organisieren, nachdem bereits mehrere Orte in die Hände des Deutschen Ordens gefallen sind. Es gelingt ihm, mit Unterstützung des polnischen Königs Sigismund I. bewaffnete Kräfte in der mit Flüchtlingen überfüllten Stadt Allenstein zu sammeln und sie erfolgreich zu verteidigen.

## Produktion
In Polen hatte der Farbfilm in einer 70-mm-Fassung am 12. Februar 1973 in der Geburtsstadt von Nikolaus Kopernikus Thorn anlässlich seines 500. Geburtstags Premiere.
Die DDR-Premiere in einer Totalvisions-Fassung erfolgte am 15. Februar 1973 im Berliner Kino Kosmos. Die Erstausstrahlung im 1. Programm des Fernsehens der DDR wurde am 12. April 1974 gesendet.
Das Szenarium lag in den Händen von Jerzy Broszkiewicz und Zdzislaw Skowronski und für die Dramaturgie war Günter Karl verantwortlich. Die Musikinterpreten waren der Chor des Großen Theaters Warschau und das Nationale Symphonieorchester des Polnischen Rundfunks aus Katowice.

## Kritik
In der Neuen Zeit bemerkte H. U.:

„Problematisch muß es freilich erscheinen, daß diese Biographie nicht der chronologischen Ordnung folgt, daß sie zwischen Episoden aus der Jugend, den reifen Jahren und dem Alter von Copernicus immer wieder hin und her springt. Ein zwingender Grund für diese Dramaturgie ist nicht zu erkennen; auf viele Zuschauer mag sie wohl lediglich verwirrend wirken.“

Im Neuen Deutschland schrieb Horst Knietzsch: 

„‚Copernicus‘ ist ein Film von kinematographischer Kultur. Eindrucksvolle szenische Arrangements mit dramatischen Spannungsbögen, in denen die philosophischen, die ethischen Konflikte dieses ungewöhnlichen Menschen sichtbar werden, vermögen die Anteilnahme des Zuschauers auszulösen.“

Das Lexikon des internationalen Films vertritt die Meinung, dass es sich bei diesem Film um eine Darstellung der Zeit um das Jahr 1500 mit den geistigen Strömungen, Auseinandersetzungen und politischen Machtkämpfen handelt, die in Thematik und Zielsetzung sehr umfangreich behandelt wurde. Es sind allerdings einige Vorkenntnisse erforderlich, da die komplexe Montagetechnik das Verständnis erschwert.

## Auszeichnungen
- 1973: VIII. Internationale Filmfestspiele Moskau: Silbermedaille